# Dealul Arsenalului
Dealul Arsenalului din București constituie un punct înaintat al Dealului Spirii către râul Dâmbovița, asemănător unui pinten, rămas din vechea terasă a râului. Originea Dealului Arsenalului se explică prin erodarea terasei inferioare a Dâmboviței de către apele sale. 
Condițiile favorabile de viață ale acestui loc au făcut ca dealul să fie populat încă din neolitic. Fragmentele de vase, primitiv lucrate, conținând pleavă, dovedesc locuirea dealului încă de la începutul epocii neolitice. Fragmentele ceramice neolitice au fost găsite în stratul de loess, de culoare castanie, care reprezintă un sol transformat prin creșterea pădurilor, ceea ce arată că acestea au acoperit dealul înainte de venirea omului. Resturi de la începutul epocii bronzului demonstrează o scurtă locuire a dealului de către păstori, purtători ai culturii Glina III.
Dealul a fost mai intens locuit de triburile daco-gete, ale căror urme se păstrează într-un strat de cultură, gros de  0,50-0,60 m. Din perioada a doua a fierului datează resturile locuinței dacice, păstrate sub forma unui complex de fragmente de chirpici ars, având la centru o vatră, precum și numeroase gropi, în formă de clopot, având dimensiuni variabile.
Pe deal a fost construit în anul 1860 Arsenalul Armatei, iar paraclisul existent a fost transformat în "Pulberăria Armatei". Din 1848, Dealul Spirii a devenit Dealul Arsenalului. 
Fostul Deal al Arsenalului, pe care s-a aflat și Mănăstirea Mihai Vodă, este astăzi o colină închisă în curtea Casei Poporului, devenită Palatul Parlamentului, mărginită de Calea 13 Septembrie și de fostul stadion Republicii, transformat în parcare pentru Parlament. 